# Нюбру (община)
Община Нюбру (на шведски: Nybro kommun) е административна единица, разположена на територията на лен Калмар, южна Швеция. Притежава обща площ 1207 km2 и население 19 489 души (към 31 декември 2013). На север общината граничи с общините Хьогсбю и Мьонстерос, на запад с община Калмар, а на изток с общините Упвидинге и Лесебу от лен Крунубери, а на югозапад с Емабуда от лен Калмар. Административен център на община Нюбру е едноименния град Нюбру.

## Население
Населението на община Нюбру през последните няколко десетилетия е с тенденция към намаляване. Гъстотата на населението е 16,56 д/km2.
| Население на община Нюбру в годините между 1970 и 2010 | Население на община Нюбру в годините между 1970 и 2010 | Население на община Нюбру в годините между 1970 и 2010 | Население на община Нюбру в годините между 1970 и 2010 | Население на община Нюбру в годините между 1970 и 2010 |
| ------------------------------------------------------ | ------------------------------------------------------ | ------------------------------------------------------ | ------------------------------------------------------ | ------------------------------------------------------ |
| Година                                                 |                                                        |                                                        | Население                                              |                                                        |
| 1970                                                   | 1970                                                   |                                                        | 22 241                                                 | 22 241                                                 |
| 1975                                                   | 1975                                                   |                                                        | 21 569                                                 | 21 569                                                 |
| 1980                                                   | 1980                                                   |                                                        | 21 636                                                 | 21 636                                                 |
| 1985                                                   | 1985                                                   |                                                        | 20 867                                                 | 20 867                                                 |
| 1990                                                   | 1990                                                   |                                                        | 20 978                                                 | 20 978                                                 |
| 1995                                                   | 1995                                                   |                                                        | 20 809                                                 | 20 809                                                 |
| 2000                                                   | 2000                                                   |                                                        | 19 785                                                 | 19 785                                                 |
| 2005                                                   | 2005                                                   |                                                        | 19 775                                                 | 19 775                                                 |
| 2010                                                   | 2010                                                   |                                                        | 19 651                                                 | 19 651                                                 |
| Източник: SCB - Преброяване по регион и време          |                                                        |                                                        |                                                        |                                                        |

## Селищни центрове в общината
Селищните центрове (на шведски: tätort) в община Нюбру са 8 и към 31 декември 2010 година имат съответно население:
| # | Селищен център                 | Население към 31 декември 2010 |
| - | ------------------------------ | ------------------------------ |
| 1 | Нюбру (Nybro)                  | 12 810                         |
| 2 | Орефорш (Orrefors)             | 719                            |
| 3 | Алстербру (Alsterbro)          | 422                            |
| 4 | Йоршьо (Örsjö)                 | 369                            |
| 5 | Криствалбрун (Kristvallabrunn) | 246                            |
| 6 | Флюгсфорш (Flygsfors)          | 226                            |
| 7 | Бекебу (Bäckebo)               | 219                            |
| 8 | Молерос (Målerås)              | 211                            |

Административният център на община Нюбру е удебелен.
В общината има и няколко много малки населени места (на шведски: småort), които по дефиниция имат население между 50 и 199 души. Такива към дата 31 декември 2005 година са Flerohopp (209 души, но към края на 2010 година е все още малко селище ) и Sankt Sigfrid (81 души) . Има и редица още по-малки селища.